# 米娜·古馬利
米娜·古馬利（真實姓名為：瑪嘉宾·班努（Mahjabeen Bano）；1933年8月1日—1972年3月31日）是印度女演員和乌尔都语女詩人。米娜·古馬利是印地语電影最受尊崇的女演員之一，有「悲劇女王」（Tragedy Queen）的綽號。
33年的電影生涯中，她出演了大約92部電影。她曾四次榮獲印度電影觀眾獎的最佳女演員殊榮。2018年8月1日，印度版Google以首頁塗鴉紀念米娜·古馬利85歲冥誕。

## 外部連結
- 米娜·古馬利在互联网电影资料库（IMDb）上的資料（英文）